# Clotilde Mafleuray
Clotilde Maufleury (París, 1776 - 1826) fou una ballarina francesa casada amb el compositor Boïeldieu, unió de la qual va néixer un fill Adrien Louis Víctor.
De molt jove encara, debutà amb gran èxit en el teatre de l'Òpera i recollí molts aplaudiments. Va contraure matrimoni amb Boïeldieu, el qual, al cap de poc se separà d'ella. Entre els triomfs que aconseguí, figuren els assolits amb les obres Proserpina, Venus i Adonis, etc.